# 吴服

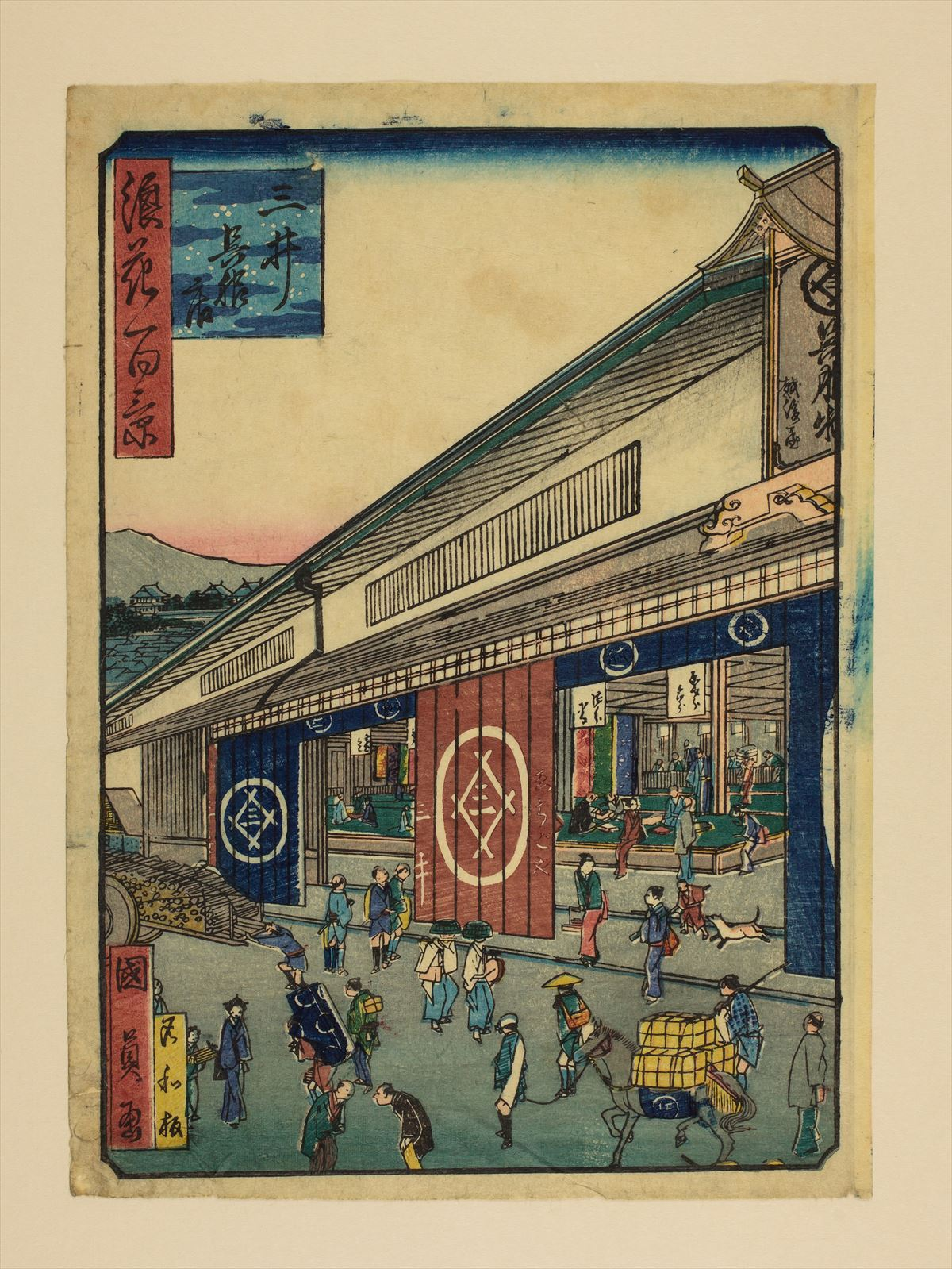
1800年江戶三井吳服店景，歌川國員繪

吳服（日语：／ gofuku）是日本傳統和服用織物的總稱，名稱源自古代日本對中國江南地區的稱呼。生產、製造和服的傳統工業亦稱爲「吳服業」。
用來裁製和服的織物通常寬度在36–42cm範圍內，稱爲「並幅」。售賣單位約爲11–12.5m以上，稱爲「一反」。因此裁製和服的布料也稱爲「反物」。

## 歷史
「吳服」的命名源自日本古墳時代，當時日語中稱中國江南地區爲「吳」、中原地區爲「漢」，而從中國江南進口的絲綢紡織品也因此稱爲「吳織」或「吳服」，訓讀作くれはとり（即「くれはたおり」之音變，意爲「吳機織」），後來其發音改爲音讀的ごふく。到了後來的江戶時代，「吳服」的稱呼擴展到了所有絲製的布料，而棉、麻類的布料則統稱爲太物（ふともの）；時至今日，「吳服」與「太物」的區別已經非常罕見，因此「吳服屋」成爲了販售所有和服布料的商店的名稱。
現今也有人將「吳服」作爲「着物」的代名詞，指代日本傳統服裝，然而這一用法屬於誤用。

## 引用
1. ↑  《古事记中卷》：“若有贤人者贡上。故受命以贡上人名。和迩吉师。即论语十卷。千字文一卷。并十一卷付是人即贡进。又贡上手人韩锻。名卓素。亦呉服西素二人也。又秦造之祖。汉直之祖。”
2. ↑  《日本书纪·应神纪》：“三十七年春二月，戊午朔，遣阿知使主、都加使主于吴，令求缝工女。爰阿知使主等渡高丽国，欲达于吴。”
3. ↑  . Weblio 辞書.   [2023-07-25]. （原始内容存档于2023-09-19）.
4. ↑  .   [2017-12-12]. （原始内容存档于2021-06-23）.
5. ↑  .   [2017-12-12]. （原始内容存档于2021-06-23）.
6. ↑  . 花京都きもの学院. （原始内容存档于2021-03-21）. このように、現代は着物も呉服も日本の伝統ある服装の総称として使われています。しかし長い歴史を紐解くと、着物は衣服全般を、呉服は反物や織物を指しており、元来の意味は全くの別物であったといえます。